# Hipoepa brunneistriga
Hipoepa brunneistriga là một loài bướm đêm trong họ Noctuidae.